# 宇都宮線 (東武鐵道)
宇都宮線（日语：／ Utsunomiya sen */?）連結日本栃木縣栃木市新栃木站和同縣宇都宮市東武宇都宮站，是屬於東武鐵道的鐵路線。車站編號的路線記號為TN。

## 路線資料
- 路線距離：24.3公里
- 軌距：1067毫米
- 站數：11個（包括起終點站）
- 複線路段：沒有（全線單線）
- 電氣化路段：全線（直流電1500V）
- 閉塞方式：自動閉塞式
- 最高速度：90公里/小時
- 最長編組：4節編組
- 保安裝置：東武型ATS

## 概要
栃木縣縣廳所在地宇都宮市與壬生町和栃木市間連結的地域生活路線。東武宇都宮站至江曾島站、西川田站、壬生站附近的區間很多人使用。經東武日光線・伊勢崎線可與東京都心連接。

## 使用車輛

### 現在的車輛
- 20400系
- 350系
- 8000系

### 過去的車輛
- 3070系
- 5050系
- 6050系
- 10000系・10030系
- 30000系

## 历史
以前於淺草（伊勢崎線） - 東武宇都宮間為直通準急（現在的區間急行）運行、2006年3月18日時刻表改正之後取消直通運行（所要時間：2時間30分 - 3時間程度）。
- 1931年（昭和6年）
  - 8月11日 新栃木 - 東武宇都宮間全線開業。
  - 11月1日 野州大塚站開業。
- 1932年（昭和7年）4月1日 花房町站開業。
- 1932年（昭和7年）4月17日 （臨）野球場前站開業。
- 1933年（昭和8年）12月15日 野球場前站成為常設站，改稱南宇都宮站。
- 1944年（昭和19年）
  - 6月30日 花房町站休止。
  - 7月1日 江曾島站開業。
  - 10月1日 野州平川站開業。
- 1953年（昭和28年） 淺草 - 東武宇都宮間的無料急行・準急（毎時1-2班運行）增加。
- 1954年（昭和29年）9月24日 花房町站廢止。
- 1956年（昭和31年） 淺草 - 東武宇都宮間的有料急行給予愛稱。
- 1959年（昭和34年） 淺草 - 東武宇都宮間的急行廢止。淺草-東武宇都宮間直通列車再次變回準急・快速（毎時1-2班）。
- 1959年（昭和34年）11月17日 東武宇都宮站移轉，縮短0.1 km。
- 1965年（昭和40年）6月7日 玩具之町（おもちゃのまち）站開業。
- 1970年（昭和45年）2月5日 柳原信號所開設。
- 1988年（昭和63年）8月9日 淺草 - 東武宇都宮間的快速急行運行開始。
- 1989年（平成元年）11月28日 柳原信號所休止。
- 1991年（平成3年）7月21日 快速急行昇格為急行。
- 2006年（平成18年）3月18日 急行昇格為特急。
- 2007年（平成19年）8月 部份時段的普通列車開始單人運行。
- 2007年（平成19年）10月31日 全普通列車開始單人運行。

## 車站列表
- 所有車站均位於栃木縣。
- 普通列車停靠所有車站。特急「下野」的停車站參見「下野」。
- 所有車站的業務委託車武車站服務（日语：東武ステーションサービス）（新栃木站除外）。

範例
單線/複線 … ∥：複線路段、◇：單線路段（可進行列車交會）、∨：此起往下為單線、∧：終點（可進行列車交會）
| 車站編號 | 中文站名   | 日文站名 | 英文站名 | 站間營業距離 | 營業距離 | 接續路線                                                | 單線/複線 | 所在地          |
| -------- | ---------- | -------- | -------- | ------------ | -------- | ------------------------------------------------------- | --------- | --------------- |
|          |            |          |          |              |          |                                                         |           |                 |
| TN-12    | 新栃木     |          |          | -            | 0.0      | 東武鐵道： 日光線（部分列車直通運行至栃木站、南栗橋站） | ∨         | 栃木市          |
| TN-31    | 野州平川   |          |          | 2.0          | 2.0      |                                                         | ◇         | 栃木市          |
| TN-32    | 野州大塚   |          |          | 1.9          | 3.9      |                                                         | ◇         | 栃木市          |
| TN-33    | 壬生       |          |          | 3.5          | 7.3      |                                                         | ◇         | 下都賀郡 壬生町 |
| TN-34    | 國谷       |          |          | 3.5          | 10.8     |                                                         | ◇         | 下都賀郡 壬生町 |
| TN-35    | 玩具町     |          |          | 1.8          | 12.6     |                                                         | ◇         | 下都賀郡 壬生町 |
| TN-36    | 安塚       |          |          | 2.2          | 14.8     |                                                         | ◇         | 下都賀郡 壬生町 |
| TN-37    | 西川田     |          |          | 3.5          | 18.3     |                                                         | ◇         | 宇都宮市        |
| TN-38    | 江曾島     |          |          | 2.0          | 20.3     |                                                         | ◇         | 宇都宮市        |
| TN-39    | 南宇都宮   |          |          | 1.8          | 22.1     |                                                         | ◇         | 宇都宮市        |
| TN-40    | 東武宇都宮 |          |          | 2.2          | 24.3     |                                                         | ∧         | 宇都宮市        |

### 過去的連接路線
- 栃木站：鍋山人車軌道 - 1956年11月廢止
- 柳原信號所：柳原線 - 1989年11月28日廢止（貨物線）
- 壬生站：小倉川砂利線 - 1984年2月1日廢止（貨物線）
- 西川田站：大谷線 - 1964年6月16日廢止

### 廢站・廢止信號所
- 柳原信號所（野州大塚 - 壬生間）
- 花房町站（南宇都宮 - 東武宇都宮間）

## 乘降人員
- 東武鐵道HP

| 2007年度 | 2007年度     | 2007年度          | 2006年度 | 2006年度     | 2006年度          |
| 順位     | 站名         | 一日平均 乘降人員 | 順位     | 站名         | 一日平均 乘降人員 |
| -------- | ------------ | ----------------- | -------- | ------------ | ----------------- |
| 1        | 栃木站       | 11,169人          | 1        | 栃木站       | 11,451人          |
| 2        | 東武宇都宮站 | 11,078人          | 2        | 東武宇都宮站 | 11,287人          |
| 3        | 新栃木站     | 3,817人           | 3        | 新栃木站     | 3,895人           |
| 4        | 西川田站     | 2,607人           | 4        | 西川田站     | 2,668人           |
| 5        | 江曾島站     | 2,606人           | 5        | 壬生站       | 2,658人           |
| 6        | 壬生站       | 2,531人           | 6        | 江曾島站     | 2,576人           |
| 7        | 玩具之町站   | 2,368人           | 7        | 玩具之町站   | 2,386人           |
| 8        | 南宇都宮站   | 1,307人           | 8        | 南宇都宮站   | 1,362人           |
| 9        | 安塚站       | 1,137人           | 9        | 國谷站       | 1,183人           |
| 10       | 國谷站       | 1,136人           | 10       | 安塚站       | 1,148人           |
| 11       | 野州平川站   | 965人             | 11       | 野州平川站   | 953人             |
| 12       | 野州大塚站   | 454人             | 12       | 野州大塚站   | 482人             |

## 關連項目
- 日本鐵路線列表

## 外部連結
- 宇都宮線（页面存档备份，存于）